# 泰盧固人
泰盧固人（泰盧固語：తెలుగు）是达罗毗荼人民族之一，主要分布在印度的安得拉邦(Andhra Pradesh)和泰倫加納邦(Telangana)，其餘分散於南亞各地和其他洲。因為是安得拉邦的主體民族，故又被稱為安得拉人。屬於達羅毗荼人，原居於印度北部，在阿利安人來到印度後遷移至印度南部，逐漸形成今日的泰盧固人。總人口大約有1億1千多萬人(2011)，使用泰盧固語和泰盧固文，多數人信仰印度教。
與其他南亞族群不同，傳統上泰盧固人的人名為先姓後名。

## 民族分布與人口、語言

### 名稱
「泰盧固」一詞的來源並沒有確切的說法，大多被認為是源自「Tillinga」一詞。Trillina又是指trilinga kshetras，是三個林伽(Linga)所在地的稱呼。傳統上認為，泰盧固人源自trilinga kshetras包圍起的地域範圍。而這樣的認知，被認為與泰盧固人信仰印度教中的濕婆派和毗濕奴派有關。

### 分布及人口
主要分布在印度安得拉邦和泰倫加納邦，在2011年的調查中，此二地共有將近8500萬的泰盧固人，占泰盧固總人口的76％。在印度境內其他地區和南亞地區也有分布，大約有2400萬人，占全部的21％。另外在美國與東南亞也有少量分布，分別有750萬人(0.6％)和600萬人(0.5％)，其餘少數泰盧固人則分散於世界各地。

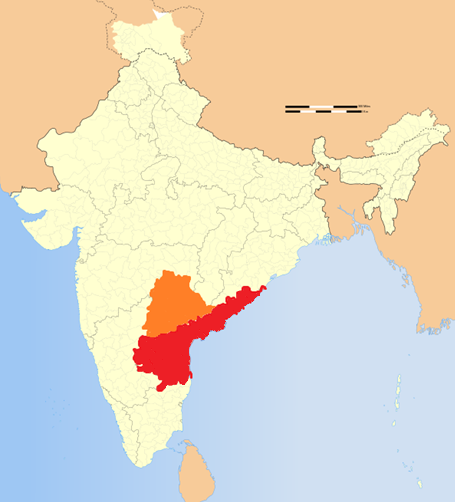
主要分布地

| 地區                   | 人口數 |
| ---------------------- | ------ |
| 安得拉邦及泰倫加納邦 1 | 8500萬 |
| 印度其他地區和南亞地區 | 2400萬 |
| 美國                   | 750萬  |
| 東南亞                 | 600萬  |
| 歐洲                   | 9萬    |
| 新加坡                 | 9萬    |
| 澳洲                   | 9萬    |
| 南非                   | 6萬    |

1 2014年後，泰倫加納邦才從安得拉邦獨立

### 語言
泰盧固人大多使用泰盧固語，在行政或貿易的場域上則使用英語。其它地方的泰盧固人則使用泰盧固語和其身處地區的語言。
泰盧固語在語言係屬分類中，屬於達羅毗荼語系的中南語族。受梵語影響很大，吸收大量梵語詞彙。事實上，在印度古代，梵語和其俗體(Prakrit)發揮著現代英語在印度所發揮的作用，占有政治和經濟上的主導地位。至西元11世紀後，各地方言及文學興盛而漸漸取代梵語，泰盧固語也逐漸變成泰盧固人的主要語言。泰盧固語在印度語言使用人口排名中的第四位，是安得拉邦、泰倫加納邦及亞南地區的官方語言，同時也是印度官方認定的六個經典語言之一。而在世界民族語言使用人數排名中，是第十三名，它也是達羅毗荼語系中被使用最多的語言。

## 地理環境
泰盧固人主要居住的安得拉邦位於印度的東南方，位于孟加拉湾西岸，與泰倫加納邦、奧里薩邦、坦米爾納德邦、卡納塔克邦相接。從經緯度來看，位於北緯12.41度至北緯22度和東經77度至東經84.40度之間，屬熱帶地區。安得拉邦擁有在印度各邦中排名第三的海岸線，大約有972公里。

### 地形

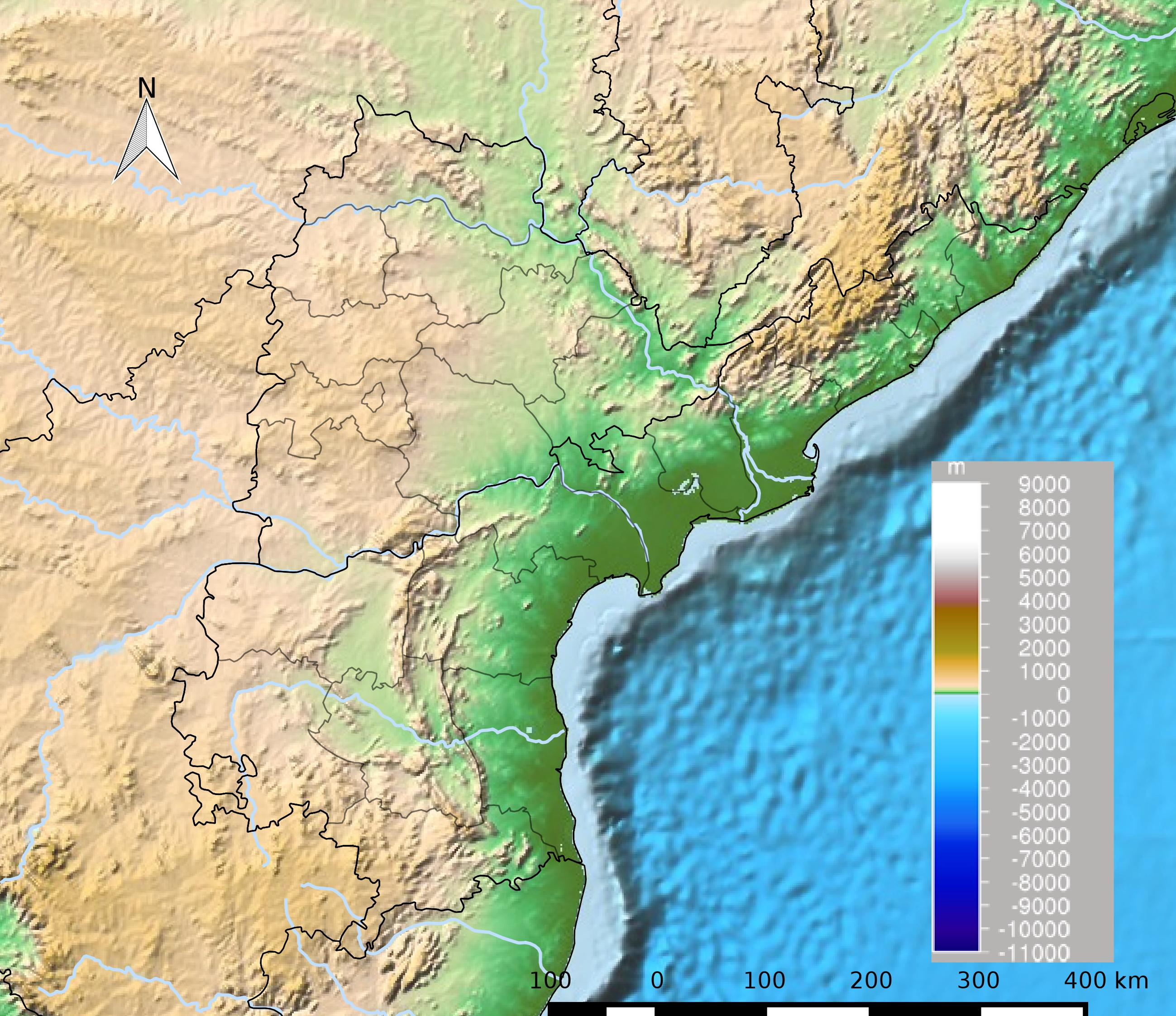
Andhra Pradesh Topo Map

安得拉邦可大致分為兩個地理區，分別是西南邊的高山區－拉雅拉席馬(Rayalaseema)和東部沿海平原區。
西南邊的拉雅拉席馬區有德干高原和那拉瑪勒地區(Nallamallas，又稱Nallamalla Range)。那拉那瑪勒地區是東高止山向南延伸的山脈地區，與安得拉邦東南側的烏木海岸平行，海拔約1000多公尺，是古老的摺曲山脈，有非常明顯的風化與侵蝕痕跡，但因為岩層複雜且質地柔軟使礦業、商業開發變得困難。那拉瑪勒地區的南方是蒂魯帕蒂丘陵，北方則與東高止山丘陵相接。因為高度變化明顯，使整個此地的動植物呈垂直分布，形成物種多樣性及生態多樣性的景觀。
東邊平原區則是包含哥達瓦里河、奎師那河、本內爾河沖積而成的沿海平原，和河流出海口也形成大片的三角洲，是重要的農業區。

### 水文
安得拉邦有奎師那河和哥達瓦里河兩個重要的河流系統。前者對當地的生態及農業有重大影響，在季風季節時，奎師那河會強烈侵蝕上游土地，並把肥沃的泥土帶到下游的三角洲地區。後者也是重要的農業灌溉水源，另外，在印度教中哥達瓦里河被認為是一條聖何。

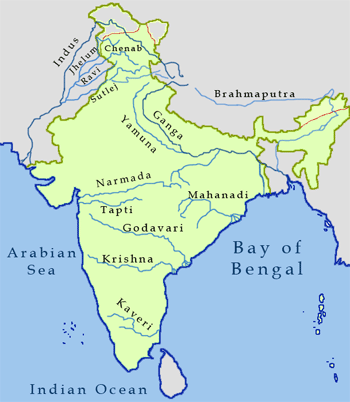
印度主要河流地圖

### 氣候
安得拉邦的氣候差異很大，主要取決於地理區域。
三月至六月是當地夏季，也是一年當中最熱的時期，特別是在沿海平原，氣溫會比其它邦高，溫度在20°C和41°C不等。在2015年印度熱浪災害中，安得拉邦是死亡人數最多的一邦，截至七月已達一千多人因酷熱的天氣而死亡。

季風在當地氣候方面扮演著重要角色，為安得拉邦帶來兩次降雨。七月到九月是西南季風，主要為安得拉北部帶來豐沛雨水。第二次降雨則是十月到十二月的東北季風，由孟加拉灣的低壓系統和熱帶氣旋組成，為南部帶來降雨。
冬季是十一月到二月，因為安得拉邦有很長的沿海，可以依靠海洋比熱調節溫度，冬天不會很冷，溫度大約在12℃至30℃。

## 歷史沿革

### 古代
在Aitareya梵書(西元前800年)中提到，達羅毗荼人離開北印度移民至南印度，過了幾世紀的游牧民族生活後，一部份定居在現今安得拉邦及鄰近地區，形成安得拉人。而後，因為孔雀王朝興盛而被統治之，但阿育王死亡(西元前232年)後獨立，建立案達羅國(Andhra Kingdom)，是安得拉眾部落的部落聯盟。在梵語史詩(包括羅摩衍那和摩訶婆羅多等)中也有提及案達羅國與羯陵伽(Kalinga)，被視為安得拉人歷史記錄的開端。安得拉部落的人以長髮、高大身材、甜膩的語言、強大的武力著稱。

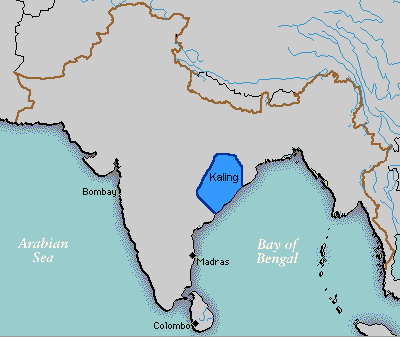
羯陵伽古國 261 BCE

### 百乘王朝時期
由安得拉人建立的案達羅國原本只是古印度南方（今安得拉地區）的小王國，被孔雀王朝統治，但在西元前230年從孔雀王朝獨立出來後，便積極對外擴張，形成百乘王朝(泰盧固語： శాతవాహన సామ్రాజ్యము，Śātavāhana Sāmrājyaṁ)，又稱等乘王朝。在西元前195年左右，王國的領土已經包含了西起古吉拉特邦，東至羯陵伽的遼闊地區，之後又向東北進兵，殲滅了甘婆王朝，占領了摩揭陀（孔雀帝國的核心和起源地）。百乘王朝亦大力發展海軍，在東南亞建立了多個殖民地。西元一世紀時，與貴霜帝國形成南北分治的局面。王國末期，封建制度興起而產生了地方割據的局面，導致王朝分裂，直到220年時，百乘王朝正式瓦解。

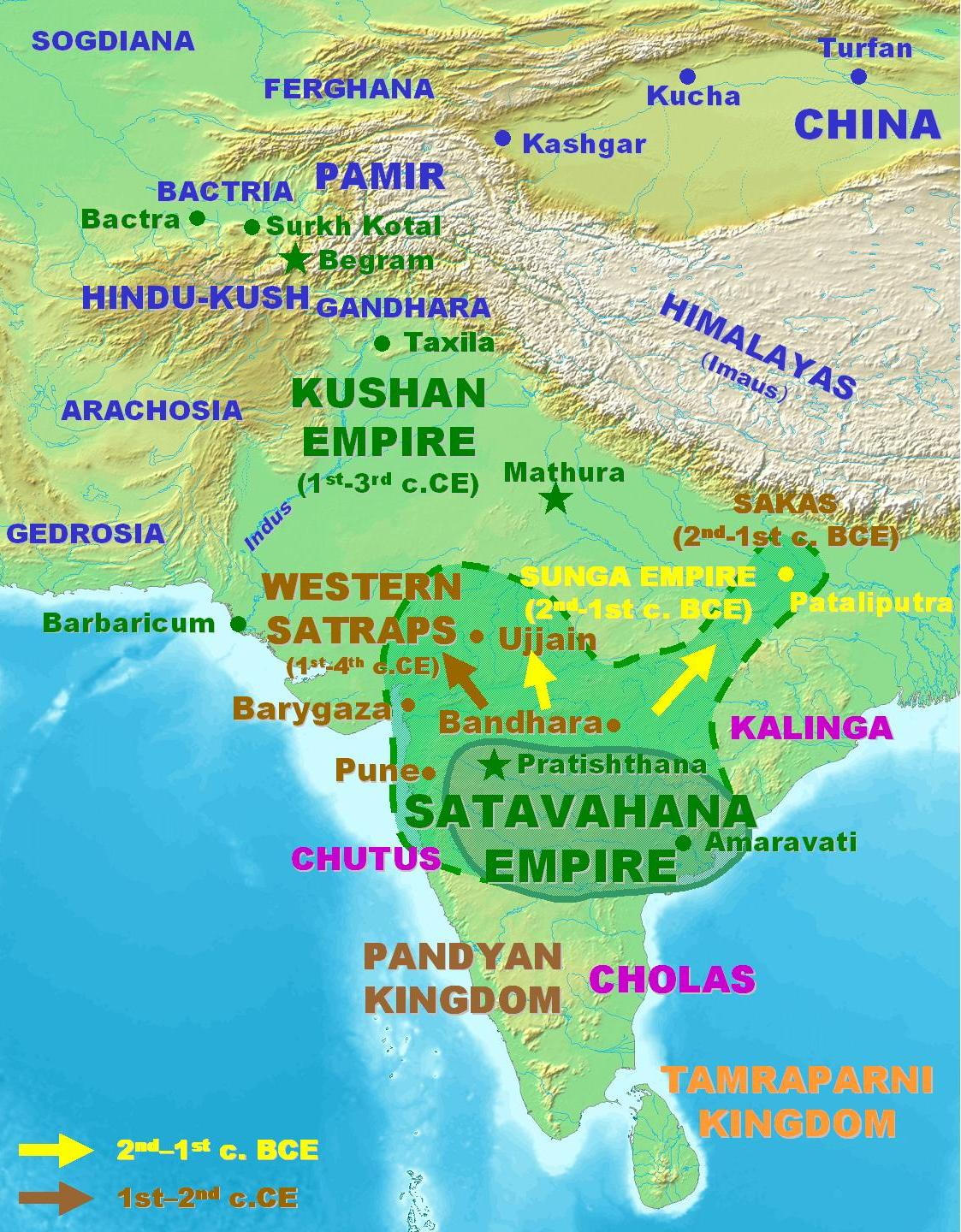
百乘王朝。深綠色位置為原有的領土，淺綠色位置是其後所征服的區域。

### 分裂統治時期
百乘王朝瓦解後到西元一千三百多年間，其原本統治範圍被瓜分，先後被不同的王朝統治。有甘蔗王朝(Ikshvaku dynasty)、帕拉瓦王朝(Pallava dynasty)、阿南達王國(Ananda Gotrika)、羅濕陀羅拘陀王國、斐許那瓊迪納帝國(Vishnukundina Empire)、東方丘盧恰斯(Eastern Chalukyas)、朱羅王朝(Chola dynasty)。

### 近代
毗奢耶那伽羅王朝是安得拉歷史上的帝國之一，同時作為印度歷史上最後一個印度教帝國，建立於1336年，直至1565年被德干高原上伊斯蘭教的巴赫曼尼蘇丹國所侵略而滅亡。
巴赫曼尼蘇丹國統治搖擺不定的安得拉地區將近兩百年，從十六世紀中後到十七世紀末。在統治後期，巴赫曼尼蘇丹國內的五個蘇丹國戰爭不斷，使蒙兀爾帝國趁機入侵，最後被全滅亡。
蒙兀爾帝國建立於十六世紀初，此後慢慢發展擴張，在十七世紀中掌控近大半的印度。

### 殖民、獨立
蒙兀爾帝國在十七世紀後期逐漸衰弱，與當時的英國、法國、荷蘭、葡萄牙等國發生多次戰爭，後來漸漸由英國掌握實權，蒙兀爾帝國變成有名無實的存在。而英國在1857年的印度民族起義後，推翻帝國，開起了英屬印度的殖民歷史，直至1947年才結束殖民，印度獨立建國。

## 社會、家庭與婚姻

### 婚姻
泰盧固人行內婚制，他們多會選擇與有姻親關係的另一個家庭為婚配對象，他們稱彼此為nat relatives。之所以會以nat親屬為優先婚配對象，是因為泰盧固人認為「我們很了解他們」。與nat親屬以外的人締結婚姻並不常見，也容易遭致反對。

### 塔兰布拉姆卢
這是泰盧固人的婚姻習俗之一。是混合了米、藏紅花、薑黃的東西，有錢人家有時會以珍珠替代米。在婚禮上，新郎與新娘會把塔兰布拉姆卢撒在彼此身上，代表夫婦可以獲得快樂、富足的生活。這項習俗在現代往往變成遊戲性質的婚禮娛樂活動。

## 經濟與生活

### 經濟
安德拉邦因為多元的地理而發展出多元的經濟。在沿海的行政區有製造業和出口導向的工業。在沖積平原，特別是由哥達瓦里河和奎師那河帶來肥沃土壤的北部平原，有豐富的農業及農業相關產業。在拉雅拉席馬地區，除了難以開發的那拉瑪勒山區外，有大規模的礦業開採和出口。

### 電影
泰盧固電影(Telugu Cinema)又稱Tollywood，是印度電影產業和製片業的一部分，使用泰盧固語製作電影。泰盧固電影工業區位於安得拉邦和泰倫加納邦的首府海得拉巴的西部，該地區又稱為Film Nagar或Tinsel Town。

## 文學與藝術

### 文學
泰盧固文學是指，使用泰盧固語言和文字書寫的文學作品，包括詩、小說、短篇故事、戲劇，還有往世書。
泰盧固文出現於西元620年左右，見於題辭和銘文上。而泰盧固文學可以追溯至西元11世紀早期，史詩摩訶婆羅多第一次從原版的梵語被翻譯為泰盧固語。之後在毗奢耶那伽羅王朝的統治管理下，蓬勃發展，泰盧固語也成為在宮廷中使用的語言之一。在發展過程中，安得拉地區原本通行的俗體成為日後泰盧固文學的源頭，使得泰盧固文學有「詞彙梵語化」的趨勢，大約70％或更多，在文法結構上，與梵語的文法規則也有關，而泰盧固語字母和梵語俗體也有一對一對應的相似度。

### 庫西普迪
庫西普迪(Kuchipudi)是一種流行於印度南部的古典舞蹈，也是安得拉邦著名的舞蹈表演。起源於西元七世紀，本來有儀式上的功能，男女皆可跳，但多由女性學習與表演。在今日已變成具有相當系統及規模的舞蹈型式，會伴隨卡納提克音樂起舞表演。

### 安得拉納提亞恩
安得拉納提亞恩(Andhra Natyam)是起源於安得拉地區的舞蹈，有近2000年的歷史，在蒙兀爾時期曾一度失傳，20世紀時復興。